# Perry Farrell
Pour les articles homonymes, voir Farrell.
Peretz Bernstein, connu sous son nom de scène Perry Farrell, est un musicien, acteur et réalisateur américain né le 29 mars 1959 dans le Queens, New York (États-Unis). Il est surtout connu pour être le chanteur du groupe de rock Jane's Addiction.

## Biographie
Perry Farrell est né dans le quartier de Queens à New York, le 29 mars 1959. Il déménage à Miami avec sa famille pendant son adolescence. Son père était bijoutier, sa mère s'est suicidée quand il était jeune. Il fut influencé par la musique de David Bowie et de Lou Reed. Après ses années lycées, il part vivre en Californie au début des années 1980, pour vivre en tant que surfer. Par manque d'argent, il vivait dans sa voiture et faisait des petits jobs. Il fut vite repéré pour ses talents.
Véritable pionnier du rock alternatif, Perry Farrell est à la fois leader et inspirateur des groupes Jane's Addiction et Porno for Pyros.
Il est aussi à l'origine de l'extravagant festival Lollapalooza. Pour inaugurer sa carrière solo, il s'est entouré d'une brochette d'amis, tels que Dave Navarro et Stephen Perkins de Jane's Addiction, Martyn LeNoble de Porno for Pyros, et aussi Jon Brion et Jennifer Turner. Côté production, il a fait appel à Mad Professor (producteur anglais de dub) et Marius de Vries (Björk). Le mixage est confié à Alan Moulder (Nine Inch Nails, Smashing Pumpkins). En juillet 2001, il livre donc son premier recueil de nouvelles chansons depuis cinq ans, Song Yet to be Sung. Cet opus est un mélange de musique électronique, de dub et de ce rock. Perry Farrell reforme ensuite Jane's Addiction, avec qui il signe l'album Strays en 2003.

## Filmographie

### Comme compositeur
- 1995 : The Doom Generation de Gregg Araki : Stop 'n' Go clerk
- 1989 : Soul Kiss (vidéo)
- 1993 : Gift (en) (vidéo)
- 2008 : Twilight, chapitre I : Fascination de Catherine Hardwicke : Go all the way

### Comme réalisateur
- 1989 : Soul Kiss (vidéo) (+ acteur)
- 1993 : Gift (en) (vidéo) (+ acteur)